# Euphorbia cyparissias
La euforbia,  euforbia ciprés o  lechetrezna (Euphorbia cyparissias) es una especie de la familia Euphorbiaceae.

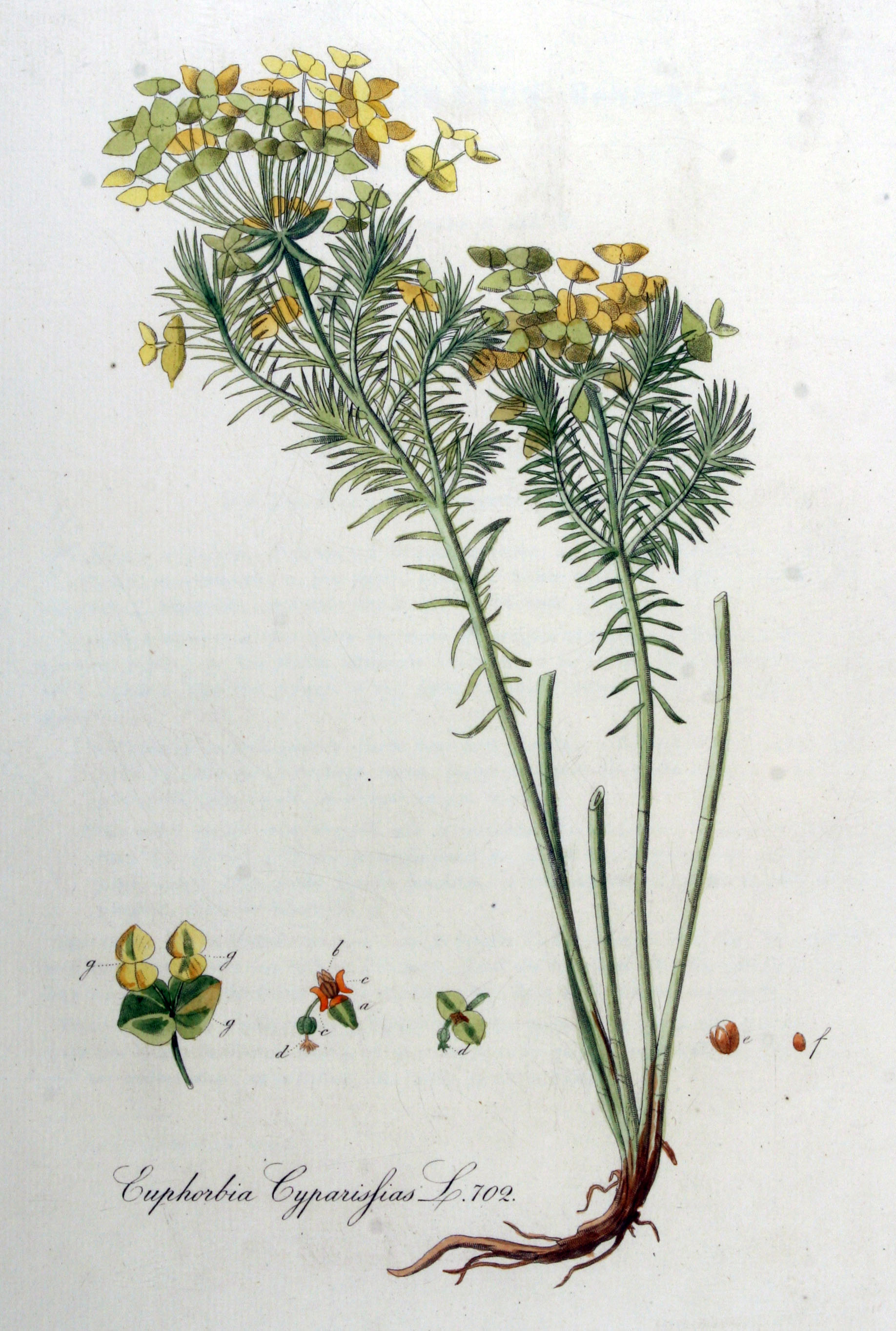
Ilustración

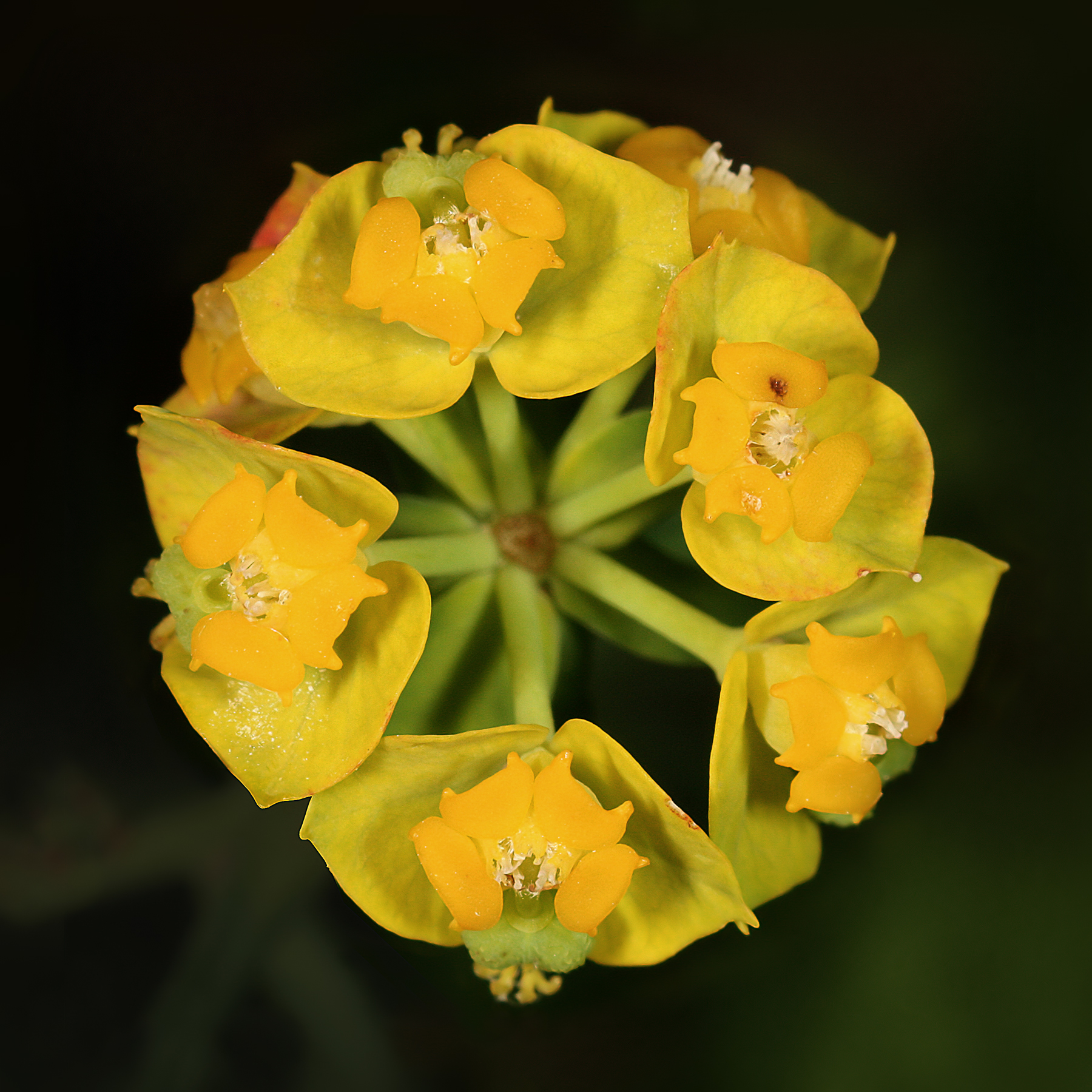
Inflorescencia

## Hábitat y distribución
Es natural de Europa, aunque por la multitud de especies de euforbias, unas 3000, se pueden encontrar por todos los rincones del globo, donde crece en praderas y terrenos secos o taludes, formando grandes colonias.

## Descripción
Es una planta vivaz arbustiva de 10-30 cm de altura, con numerosas hojas largas y estrechas que en otoño toman un color rojo vivo. Las flores son de color amarillo o anaranjado agrupadas en umbelas. El fruto es una cápsula. 

## Propiedades
- El látex era oficinal conocido como «Scammonium europaeum».
- La planta ha sido utilizada como vomitivo y purgante drástico.
- No se recomienda su uso por ser venenoso.

## Taxonomía
Euphorbia cyparissias fue descrita por Carlos Linneo y publicado en Species Plantarum 1: 461. 1753.
Etimología
Euphorbia: nombre genérico que deriva del médico griego del rey Juba II de Mauritania (52 a 50 a. C. - 23), Euphorbus, en su honor – o en alusión a su gran vientre –  ya que usaba médicamente Euphorbia resinifera. En 1753 Carlos Linneo asignó el nombre a todo el género.
cyparissias: epíteto
Sinonimia
- Esula cupressina Gray
- Esula cyparissias (L.) Haw.
- Esula minor Garsault
- Euphorbia cyparissias var. esuloides DC.
- Euphorbia cyparissias var. major Boiss.
- Euphorbia degenerata D.Dietr.
- Euphorbia esuloides (DC.) Ten.
- Euphorbia punctata Krock.
- Galarhoeus cyparissias (L.) Small ex Rydb.
- Keraselma cyparissias (L.) Raf.
- Tithymalus acicularis Dulac
- Tithymalus angustifolius Gilib.
- Tithymalus cyparissias (L.) Hill[3][4]

## Nombre común
Ésula menor, lechetrezna, mirabel lechero.